# レンズフィルター

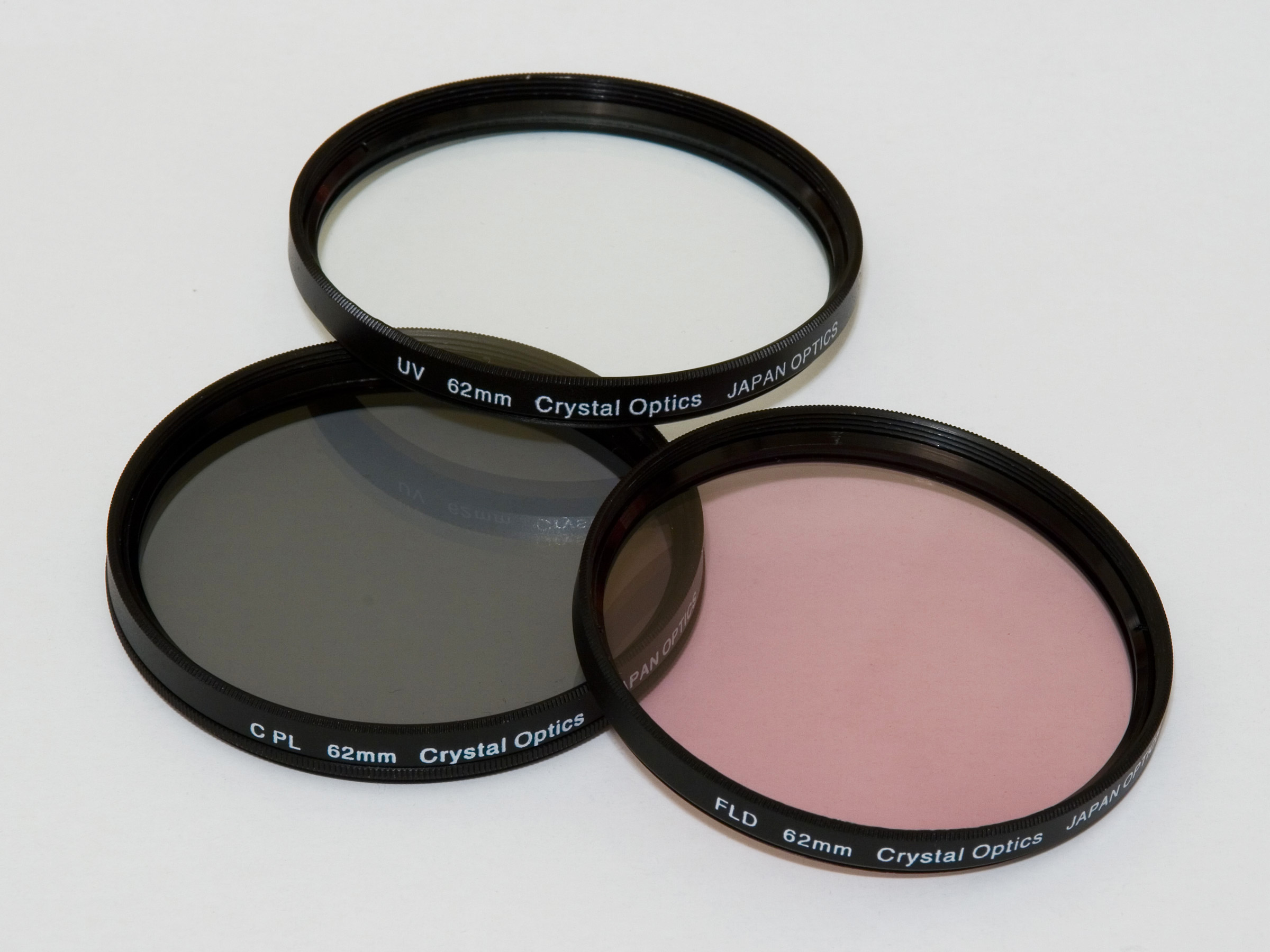
62mm UV（上）・円偏光（左）・昼色蛍光灯（右）フィルター

レンズフィルターとは、写真フィルターとも呼ばれ、写真や映像を撮影する場合や望遠鏡などで観察する際に、レンズの先端、後端、あるいは中間部分に装着して、ある波長の光を透過・遮断するための特殊色ガラスなどのカラーフィルタやその他の光学フィルターである。特殊なものに偏光フィルターなども存在する。
光を波長や偏光で透過あるいは反射により制御する。いわゆるソフト効果や光条効果などを加えるフィルタもある。

## 効果による分類

### シャープカット（SC）フィルター
ある波長より短い波長の光をカットする。名称は「SC」+「カットする波長（nm）/10」で表示される。
元々フィルムの感光作用になる銀塩（臭化銀やヨウ化銀）は、紫外線から紫付近までしか感じず、これを色素で染めて黄緑付近まで感じるようにさせたのがオーソ（オルソ）フィルムといい、さらに改良して赤まで感じる物をパンクロフィルムという（さらに赤外線に感じる色素で染めると赤外線フィルムになる）が、必然的にオーソフィルムやパンクロフィルムも「それらの色まで感じる」が、本来感じる紫外線や紫などの短波長側が最も強く感じやすかったため、白黒写真でも肉眼と明るさの差異が目立ちやすく、遠景などが見た目よりはっきり写らず、白くぼやけて霞や霧がかかった様に写る（感色性が悪い）。
そこでそれを補正するために短波長側を吸収するフィルターとして、UVフィルター（紫外線吸収）、スカイライトフィルター（紫外線から青付近まで吸収）、白黒用コレクトフィルター（白黒写真用）、白黒用コントラスト調整フィルター、白黒用整色フィルター（緑以外を減光）などが使われていたが、時代と共にカラー・白黒共にフィルムの感色性が良くなったため、1960年代ごろにはすでに一般の撮影には感色性の補正目的で使う必要がなくなっており、日中戸外の撮影で遠景の強調などの特殊効果を目的とするのが主体になっていた。

#### UV（紫外線吸収）フィルター
UV（Ultra Violet）フィルターは紫外線をカットするフィルターで、かつての乾板やフィルムが紫外線や青色光に敏感すぎる為、極淡黄色（もしくは極淡黄灰色）の濾光器やスクリーンを用いる事で風景を鮮明に捉えていたが、その後継的な物である。
無色透明と言われているが、実際は視認できないほど極めて淡い黄色（もしくは黄灰色）を帯びていて、この極淡黄色（もしくは極淡黄灰色）が紫外線を吸収する役割を果たし、その濃さによって紫外線の吸収量が変わる。
紫外線が大気中の塵などに反射して散乱し、遠景がハッキリと写らない時にこれを使用する。装着しても色再現に影響はなく、また露出倍数がないので、つけたままでも撮影時間を変える必要がないことから、レンズ保護用フィルターの代用としてレンズ面の保護用に常用することもできる。ただし、埃が付着したり瑕が入る可能性がある為、やはり必要な時だけ装着した方が良い。
近年はレンズコーティングの技術が進んでレンズ自体が紫外線をカットするようになった事に加え、カメラのデジタル化に伴いカメラボディ内部側のCMOSセンサーの発達やローパスフィルタが搭載されたカメラの登場なども相まって、現在では本来の目的としてはあまり使われなくなってきている。
シャープカットフィルターとしての名称はSC37（L37）、SC39（L39）がこれに当たる。この他にL38、L40、L41も存在する。
L37やL38そしてL39は白紙上に置いても黄色を視認する事は難しいが、L40は仄かに黄色（または黄灰色）を視認する事ができる。L41は薄い紫色をしており、紫外線と青色光の一部を吸収する働きを持っているのでスカイライトフィルターに似ていて、UVフィルターとプロテクトフィルターを兼ねている。

#### スカイライトフィルター
薄い小豆色もしくは薄紫色のフィルターで、紫外線をカットし且つ青色光（菫色、藍色、紫色、青色）の一部をカットする働きを有する。通常“1A”と“1B”の2種類があり、“1B”の方が効果が強い。
主に快晴時の山上や海、そして高原での屋外撮影、及び晴天時（殊に青空が清澄である時）の屋外撮影で短波長の光の影響が強いと起こる「青被り」を防ぐため使用する。また、色温度が高く青味掛り易い曇天や日陰などでの撮影にもそれを防ぐために使用する場合がある。製品によって差異はあるものの、その原理は光の波長の内、おおよそ390 nm - 410 nm以下をカットする事にある。可視光線は380 nm - 750 nmであるため、紫外線と同時に該当する波長の可視光線、つまりは青み（厳密には紫）を僅かにカットし、青空の下で撮影した被写体の「青被り」を軽減する仕組みである。
紫外線をカットすると同時に被写体のカラーバランスを整えるので、カラーフィルムが一般に普及するに伴って常用される様になったが、カメラのデジタル化に伴い使われなくなった。UVフィルターはプロテクト・フィルターの代わりに現在でも使われる事があるが、これは上記の特性からデジタルカメラに装着して撮影すると、画像が僅かに赤味を帯びる「赤被り」が起きるので代替にはならない。また、フィルムでの撮影でも赤色光をより多く透過する事になるので、赤色系の部分に白飛びが発生する事がある。

#### 白黒用コレクトフィルター
匡正フィルターとも言われ、黄色フィルターがこれに当たる。ラッテン№6ないし9に相当し、かつてはK1、K1'1/2、K2、K3などと呼称されていたが、現在はY0（輝黄色、淡黄色）、Y1（中黄色）、Y2（黄色）、Y3（濃黄色）の呼称が一般的で、JIS規格Y48に相応するY2が最も用いられ、附されている数字が大きい程その持てる効果が強くなる。
UVフィルターと同じく紫外線を吸収する事でこれをカットし、同時に青色光をもカットする働きがあり、例えば青空を少し暗くする事で白雲をハッキリと写し出したり、遠景に霞や霧が掛かるのを防いで鮮明に捉える、コントラストを高める、明暗や濃淡を見た目と同じくする整色などの効果がある。ただし、これらの効果が十二分に期待できるのはY2のみで、Y0やY1は黄色が薄いため紫外線はカットできるが青色光は少しカットするだけなので、画を鮮明にする事はできても、コントラストや整色などの効果は不十分で、他方Y3はこれらの効果が強く不自然な画になりやすい。
UVフィルター代わりにY2を常用する例があるが、埃の付着や瑕が入るなどの問題を防ぐ意味からも、必要な時のみ装着した方が良い。
黄色フィルターには他にアエロ1号（ラッテン#3）、マイナスブルー（マイナスブリューとも。ラッテン#12）、Gフィルター（ラッテン#15）、フラバヂン（フラバジンとも。ラッテン#16）、キノリンイエロー（ラッテン#17）が存在する。
アエロ1号は淡黄色のフィルターで空中撮影に主に使用され、紫外線を吸収する働きを有している。
マイナスブルーは僅かに橙色がかった黄色のフィルターで、空中写真の撮影に主に使用され、その名の通り紫外線や青色光を吸収するので紫外線などによる霞をカットする事ができる。また、満月を撮影した時に起こる「青被り」を防ぐ目的でも使用される。“コダック・エアロ・エクタクローム・インフラレッド”の指定フィルター。
Gフィルターは濃黄色もしくはクリアな黄色味がかった橙色のフィルターで、紫外線及び青色光の多くを吸収する働きを持っている。そのため青空がかなり暗く写るなどコントラストが強調される。
フラバヂンはGフィルターよりもコントラスを強調する働きを有し、パンクロマティックフィルム専用フィルターである。
キノリンイエローは天体写真などに使用されるフィルターで、紫外線を透過させ紫色光を吸収する働きがある。

#### 白黒用コントラスト調整フィルター
紫外線や青色光（菫色、藍色、紫色、青色、青緑色）をカットし、橙色や赤色、赤外線をより透過させることにより、寒色系を暗く、黒く、暖色系を明るく、白くしてコントラストを上げる為に使われるフィルターで、常用はされない。
橙は“O”や“YA”などで、また赤は“R”で表され、他のフィルター同様数字が大きい程その効果は強くなる。JIS規格O56に相当するO2やYA2、R60に相当するR2が標準的に用いられる。他に橙ならO1やYA1、YA3、赤ならR0やR1、R3が存在する。
コントラストを上げる効果がある為、数字が大きいフィルターを使うと、それだけ明暗や濃淡の差が極端になってしまうので、その性状から特殊効果フィルターという括りで扱われる事もある。
また、YA3やR0、R1で擬似赤外線写真を撮る事が出来る他、R2やR3は赤外フィルムを使用しての赤外写真の撮影にも使用される。

#### 白黒用整色フィルター
シャープカットフィルターではないが、似た用途なのでここで解説する。
前述のように白黒フィルムの内、オーソ（オルソ）クロマティックは黄緑付近、パンクロマティックは赤までの光に反応して感光するが、どちらも昔は長波長側より青以上の短波長に強く反応し、それでも赤はパンクロマティックに「超赤感パンクロ」という強く反応するものもあったが、「緑に強く反応する」というフィルムが長い間なく「緑欠」という欠点があった。
緑色フィルターはそれらを補正する目的で用いられる物で、紫外線や青色光（菫色、藍色、紫色、青色）の全て、赤色、橙色のおよそ半分を吸収し、緑色を補う性質を持っている。淡緑色（light green）や黄緑色（PO0やX0、betaなど）、そして緑色または濃緑色（PO1やX1、Gammaなど）のフィルターを使用して紫外線や青色光をカットし、赤色や橙色を弱める事で明暗や濃淡のバランスを調節していた。
だがその後の技術の進歩も相俟って、現在のパンクロマティックフィルムは、可視光すべての領域においてほぼ等しい感色性を持たせているので、緑色フィルターが使われる機会は非常に少なくなった。現在において全く使われなくなった訳ではなく、白黒フィルムでポートレートを撮る時に、肌や唇の赤みを抑えて濃淡や明暗をより自然なものにしたい場合や、新緑などを瑞々しく写したい場合、青葉繁れる森林内での人物撮影などに使われ、被写体や天候などの状況に応じ、各々淡緑色、黄緑色、緑色または濃緑色のフィルターを使い分けている。
また、紫外線や青色光を吸収する事によって風景をより鮮明に写す働きもあるので、黄色フィルターの代わりに常用フィルターとして使用される場合がある。その場合は淡緑色やPO0またはX0といった黄緑色のフィルターが主に使われるが、黄色フィルターを使用した時に比べて青空がより暗く写ってしまうので注意が必要である。

#### 紫外線写真用フィルター
シャープカットとは逆の効果（長波長側を除去）になるが、使用目的は同じためここで記載する。
ここまでの説明にあるように通常のフィルムは紫外線に反応するので専用のフィルムでなくても「紫外線を撮る」ことはそのままできるが、紫外線写真を撮影する場合は可視光が写ってしまっては意味がないので、可視光を除去するフィルター（必然的に肉眼では真っ黒に近くなる）が必要になる。著名なものだとコダックのラッテン18Aなど。

#### 赤外フィルム用フィルター
赤外線写真に使われる赤外線フィルムは通常の光にも感光するので、フィルターなしでの撮影ではその利点が全く出ない。そのため600nm以下の光をカットするSC60以上の赤色フィルターを使用しなければならない（著名なものではコダック・ラッテン87など）。また、デジタルカメラの撮像素子も赤外線を感知する性質があるため、このフィルターを利用することで変わったイメージの画像を撮影できるが、機種により赤外線の感知領域が異なる他、可視光に比べ赤外線の波長が長いため、撮影は（ピントを）手動で調整する必要がある。

### 光害カットフィルター
天体写真を撮影する際に、ナトリウムランプの輝線スペクトル（D1: 589.6 nmとD2: 589.0 nm）や水銀灯等の都市部での光害をカットする。薄膜干渉を利用して光をカットするフィルタが多く、光の入射角に応じてカットできる波長領域が波長の小さい側にシフトする。カットバンドがシフトしても輝線がバンド内に収まれば光害はカットできるため、通常は広角レンズでなければ影響は無視できる。

#### LPSフィルタ
Light Pollution Suppressionフィルタ。LPR（Light Pollution Resistance）とも呼ばれる。ブロードバンドフィルタであるため透過する光量が多く暗くなり難い。従来はナトリウムランプや水銀灯、蛍光灯の波長領域をカットするフィルタが主だったが、2018年にはLEDの波長領域をカットするフィルタ、2019年には大気光もカットするフィルタが発売された。

#### UHCフィルタ
Ultra-High-Contrastフィルタ。ナローバンドフィルタであり、Hβ線とOIII線を含む狭い波長領域のみを透過し、星雲の撮影に適する。

#### CLSフィルタ
City Light Suppressionフィルタ。ナローバンドフィルタ。UHCフィルタより広い範囲を透過する。

#### 色吸収フィルタ
スターリーナイトフィルタのように、特定の波長を吸収することで光害をカットする。薄膜干渉を用いたフィルタとは違い、レンズの焦点距離に関わらず特定の波長をカットできる。

#### HFグラス
水銀灯やナトリウム灯の光をカットすることである程度光害の悪影響を減らすことができる天体撮影用フィルタ。

#### 103aE用フィルター
スペクトロスコピックフィルム「103aE」は、640nm以下の光をカットする赤黒いSC64を使用しなければならなかったが、同時に光害もカットされた。

#### その他のフィルタ
Moon&SkyGlowフィルタ、Quad BP（BandPass）フィルタ、Nebula Boosterフィルタ、O-III フィルタ、H-Alphaフィルタ等

### 白黒用特殊効果フィルター
濃青色フィルターがこれに当たるが、黄色・緑色・橙色・赤色の各フィルターと異なり白黒フィルム専用のものは存在せず、カラー原稿の写真原版を作る際に用いられる三色分離フィルターの一つである、ラッテン#47及びそれに相応するフィルターが使用される。
このフィルターは紫外線や青色光をより多く透過させるのに対し、赤外線や赤色、橙色、黄色は吸収し、緑色などは弱めたりする働きを有している。その為このフィルターをかけて撮影すると、青空が白く飛ぶ、遠景に強い霞や霧がかかる、暖色系が黒くなる、少しぼやける、コントラストが低くなる、遠近感がなくなるなどの影響が出て、画が平面的なものになってしまう。それゆえ通常の白黒撮影には殆ど使用されず、遠景に強い霧をかける、風景全体にぼやけた感じを出す、肌を褐色の様にするなどの特定の効果を狙う時にのみ用いられる。

### 色彩強調・効果用フィルター
カラーフィルム使用時に特定の色を強調する、または特定の色を加味する。モノクロフィルム用のシャープカットフィルターをカラー用の色彩強調用フィルターとして流用したり、また幻想的な写真にするためCC-M40を使用することがある。
変則的な実用性として、「流血のある犯罪現場」で、緑色系のフィルターを使うことで赤（＝血の色）がほとんど黒に写ることを利用し、捜査官が血痕パターン分析に使いやすい写真を作る際などにも使用される。

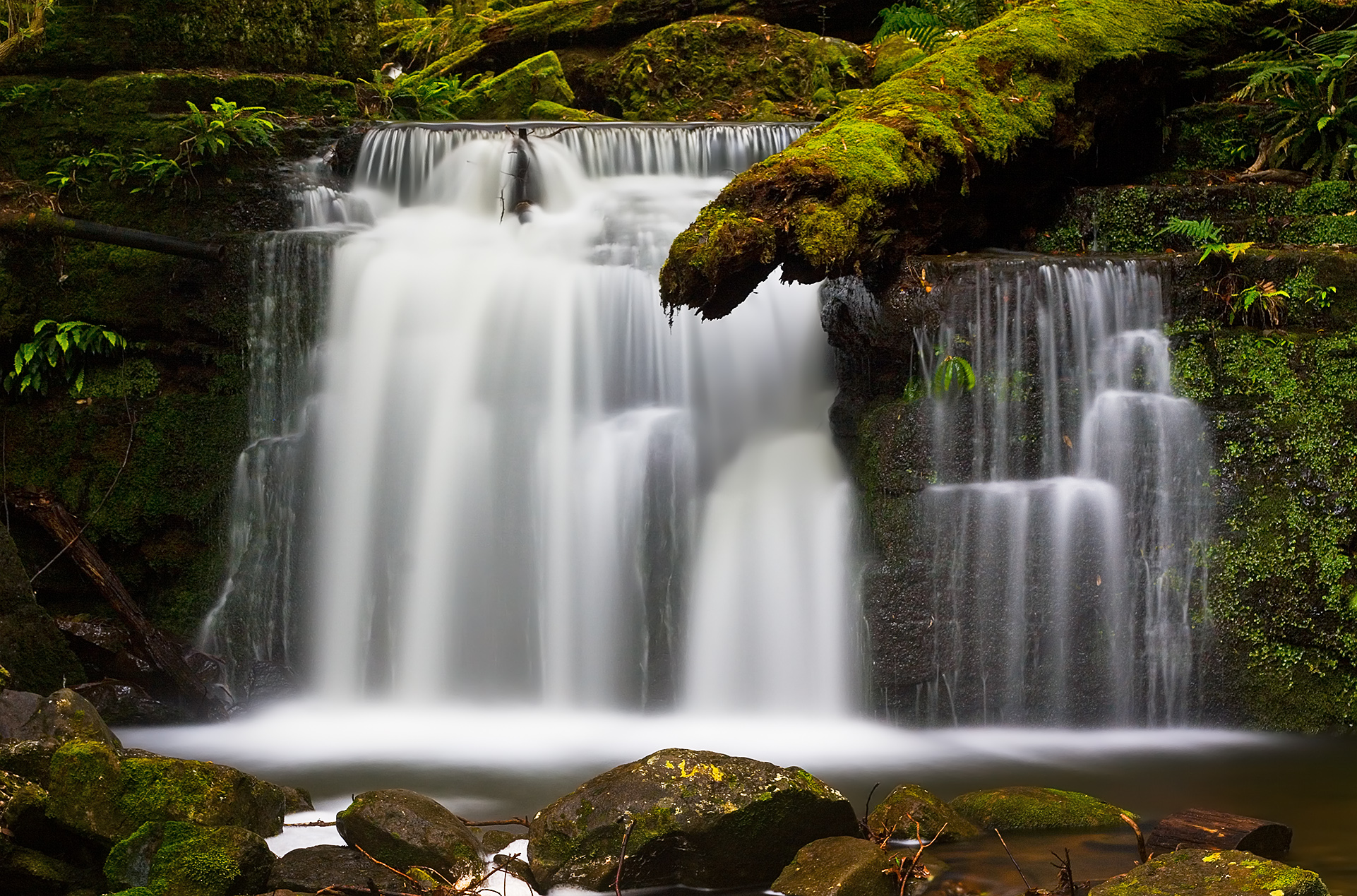
NDフィルターの減光により低速シャッターが可能になり、モーションブラー効果が出た例。

### NDフィルター
減光フィルターであり、レンズに入る光の量を一律に減少させる効果がある。NDはNeutral Densityの略で、色に対して中立という意味である。これを使うことで撮影の際の絞りを開いたり、シャッター速度を下げることが可能になるほか、絞り機構を持たない反射望遠レンズなどと組み合わせて光量調整を行う。明るいレンズ使用時の屋外ポートレート撮影など晴天時でも開放状態で後ろをボカして撮影する、川の流れを糸の集まりのように撮影する、人通りのある街並みを人を消して撮影する、など長時間露出による特殊効果を出して撮影する等の用途がある。また、ビデオ撮影ではシャッター速度を変更できないため日中の屋外などでは白飛びすることがあるが、NDフィルターを用いて減光することで白飛びを防ぐことができる。
NDフィルターの中には大きな照度差がある被写体を撮影する目的で中央部だけND効果が得られたり、画面片側半分だけ減光効果が得られるものもある。一般的なNDフィルターは灰色または黒色で、その濃さの度合いによりND2、ND4、ND8、ND400などがあり、さらに日食など太陽の撮影を主たる用途とした、ND10000やND100000といった高い倍率のフィルターもある。ND2であれば光量は1/2、ND400であれば1/400の光量となる。
色再現に影響を与えずに減光することが目的であるが、製品によっては色再現に影響が出るものもあり特に濃度が高いものは黄色にカブるものが多い。フィルター自体は一般に吸収のために黒く（グレーに）見えるが、太陽撮影用などの高倍率のものでは反射能を併用しているものもあり、そういった製品では金属蒸着などで銀色に見える。

#### 可変NDフィルター（バリアブルNDフィルター）
構造上は偏光によるフィルターだが、NDフィルターと同じ目的で使われるのでこちらで説明する。
可変NDフィルターは光量の減少率を可変にしたフィルターで、通常2枚のレンズで構成され、被写体側のレンズを回転させることで減少率を変化させる。減少率の範囲は様々であるが、ND2-400やND2.5-1000という広範囲を連続的に変化させることができる。可変NDフィルターは円偏光フィルターの表側どうしを向き合わせて作られる。つまり可変NDフィルターでは被写体側から次のようにフィルターが並ぶことになる。
被写体-4分の1波長板1-偏光フィルタ1-偏光フィルタ2-4分の1波長板2
「偏光フィルタ1-偏光フィルタ2」の偏光方向の相対角に応じて減光される。4分の1波長板1は入射光を円偏光にすることで、どのような偏光方向の光でも偏光フィルタで一律に減光できるようにしている。4分の1波長板2は円偏光フィルターで記述したように、オードフォーカス等を正常に動作させるために用いられている。4分の1波長板1があるため、「偏光フィルタ1-偏光フィルタ2」の偏光方向をそろえても、可変NDフィルターを偏光フィルターとして用いることはできない。

### 色温度変換（LB）フィルター
光源は固有の色温度（単位：ケルビン＝K）を持っており、色温度が高いと青く低いと赤く見える。人間の目は無意識のうちにこれを補正しているので極端に変わらないように見えるが、実際は大きく色が変わっていて、カラーフィルムはその辺の融通が利かない。
このためカラーフィルムは昼光用（デイライト）フィルムや電灯用（タングステン）フィルムなどがあり、撮影光源の色温度の想定がそれぞれ違い、昼間の太陽（ストロボ光もこの辺の色温度となっている ）は6000K付近なので昼光用はこれに合わせてあるが、同じ太陽の光でも曇天・雨天・日陰では色温度が上がり（青く見える）、逆に朝夕や電球下での撮影など色温度が低い（赤く見える）。これとは逆に電灯用は赤みがかった写真電球の光（3200K付近）で正常に見えるように色を合わせてあるので、太陽光下で使用すると全体的に青くなってしまう。

これらを補正するために使われるのが色温度変換（Light Balancing）フィルターで、基本的に色温度を下げるアンバー（琥珀色、LB-A）と上げるブルー（LB-B）のフィルターを使い、アンバーは「昼光用で曇天・雨天・日陰時」や、「電灯用を屋外で使用する場合」など（それぞれ色の濃さが違う）、逆にブルーが「昼光用で電球下」や「昼光用を屋外でも朝夕の時」などに使用する。
なお、補正と書いたが風景写真などは夕焼けのシーンで画面が赤っぽくなるのは自然なことであり、補正することでその場の雰囲気を殺してしまうことになるため、必ずしも使用が推奨されるものではなく、逆に夕日にLB-Aを使用して強調することもある。
デジタルカメラやビデオカメラ（カムコーダ）では内蔵されたホワイトバランス機能がこれらの代わりとなり、近年ではデジタルカメラの普及に伴い次第に使われなくなってきている。

### 色補正（CC)フィルター
色補正（Color Compensating）フィルターは適切な色状態での撮影を行なうために用いる。シートフィルターではシアン（CC-C）、マゼンタ（CC-M）、イエロー（CC-Y）の三原色、そしてその補色であるレッド（CC-R）、グリーン（CC-G）、ブルー（CC-B）があり、それぞれ濃度が1.25、2.5、5、7.5、10、20、30、40、50等と多種が発売されている。カラーメーターでの測定結果に従ってこれらを組み合わせることであらゆる状態に対応することができる。ガラスフィルターではよく使われる色と濃度のみ発売されている。
デジタルカメラやビデオカメラ（カムコーダ）では内蔵されたホワイトバランス機能がこれらの代わりとなり、近年ではデジタルカメラの普及に伴い次第に使われなくなってきている。

#### 蛍光灯フィルター
蛍光灯は高温で光を発する太陽や白熱電球と違い、蛍光で肉眼では白く見える光を出しているだけなので色分布が全く異なり（「昼光色」とあるものも実際の太陽光と異なる）、カラーフィルムで撮影すると昼光用フィルムでも一面に緑がかってしまう 。この為、それを補正するため白色蛍光灯専用フィルター（著名なものとして、ケンコーFL-Wなど）を使用する。CCフィルターの一種で、個別のCCフィルターではCC-M30かCC-M40M、場合によってはそれにCC-10RまたはCC-R20や、CC-Y10またはCC-Y20Yを加えることで同じ効果が得られる。もっとも蛍光灯はそのメーカー、種類（昼光色か白色かなど）、使用時間によって色が異なるため、厳密な補正にはカラーメーターとCCフィルターが必要でどのタイプのカラーフィルムでも完全に正確な発色が不可能なので、そもそも写真光源には適していない。

#### TV画面撮影用（TV-CC）フィルター
デイライトタイプのフィルムを使用しTV画面を撮影する際に使用するフィルター。

### ホワイトバランス取得用フィルター
装着した状態でマニュアルホワイトバランスを取得することで、その光源下での正確なホワイトバランス状態を得ることができる。

### 変則反射除去（DR）フィルター
アニリン系の染料で染めた布などではある特定の波長に激しい吸収帯があり、その結果撮影したカラー画像が本来の色と異なって表現される場合があり、これを変則反射という。この現象を抑えるために開発されたのが変則反射除去フィルターであり、これはケンコーの商品名である。

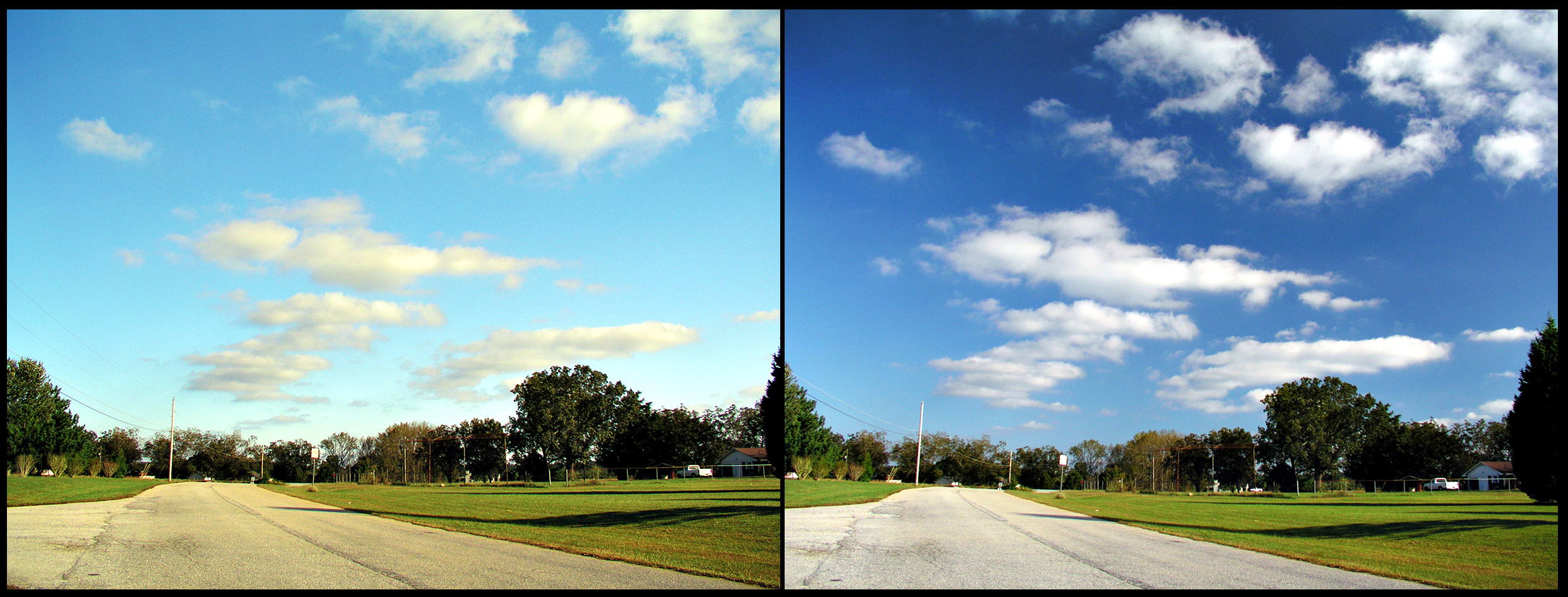
左側は偏光フィルターなし、右側はあり。雲のコントラストを高め、青空が強調されている。

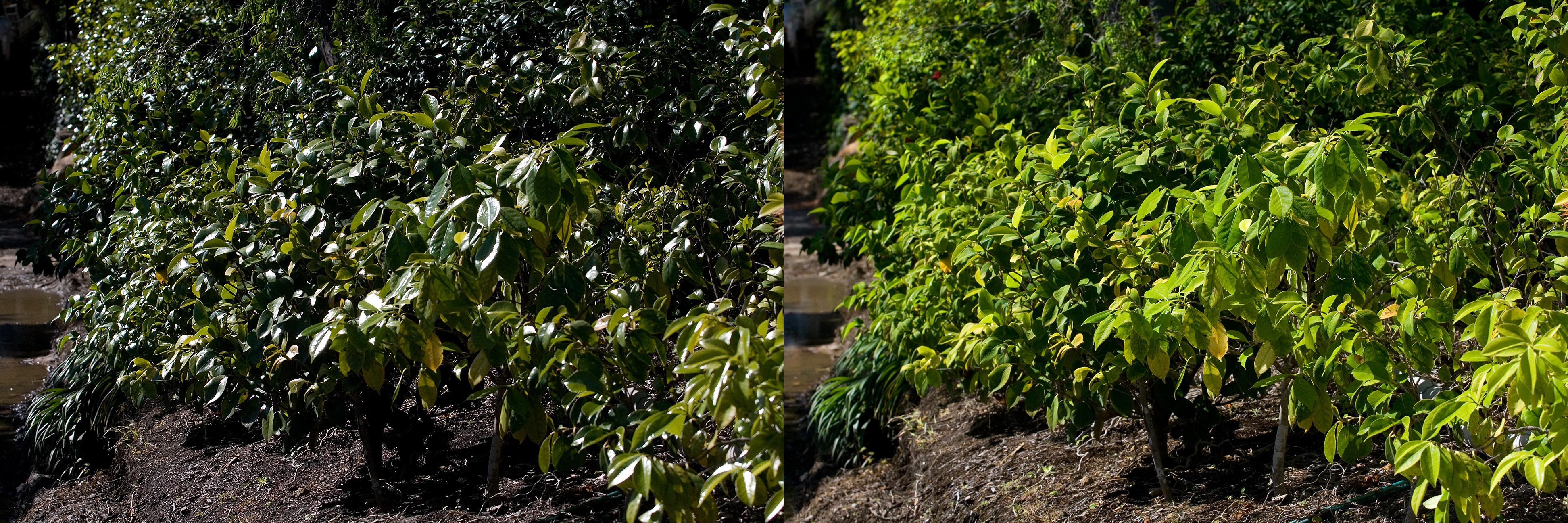
右は偏光フィルターあり、左側はなし。葉の反射光が除去され、色が鮮やかになっている。

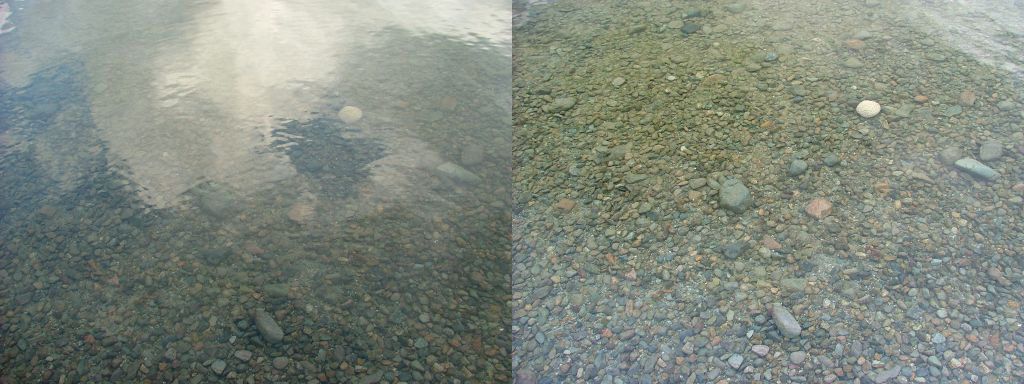
左は偏光フィルターなし、右側はあり。水面の反射が除去され、水の底がはっきり見えている。

### 偏光フィルター
偏光フィルター（PLフィルター、PL: Polarized Light）は、特定方向の直線偏光を持つ成分を強く減衰する効果があるフィルターで、回転させることで表面反射による光を目立たせたり抑えたりできる。原理については「偏光」の項参照。
水面やガラスの反射による写り込みの除去などに使用できて利用価値が高く、具体例としてはショーケース内の展示物撮影のようなガラス越しの撮影に使われる。また空気中の水蒸気の反射を除去するため、青空の色調あるいは樹葉・山肌・建物などのコントラストの強調に効果がある。また、虹をはっきり写しこんだり、逆に消したりすることができる。
超広角レンズに使用すると画面の両端で効果が違って不自然になることもある。

#### 円偏光フィルター
円偏光フィルターは特定の偏光方向の光以外をカットし、透過した偏光を円偏光に変換する。オートフォーカスカメラで直線偏光の偏光フィルターを用いると、合焦動作に不具合が生じる場合があるため、円偏光フィルターが用いられる。円偏光フィルターは被写体側から順に（直線）偏光フィルターと4分の1波長板を重ねることで作られる。フィルターへの入射光は初めに偏光フィルターを通り直線偏光になる。この直線偏光が4分の1波長板を通る際に位相差が生じ、円偏光に変換される。このように、初めに偏光フィルターを通しているため、使用法や反射光の低減等の効果は、上述の偏光フィルターと変わらない。実際には、4分の1波長板や偏光フィルタを保護するために平面ガラスではさんで１枚の円偏光フィルターにしている。
オートフォーカス機構やTTL露出計のためにハーフミラーを使用しているカメラがある。一般的なハーフミラーを利用する場合には、内部でハーフミラーへの斜めの光の入射がある。光の反射率や透過率は、フレネルの式で表されるように偏光方向と入射角に影響される。そのため、直線偏光フィルターを利用すると、ハーフミラーを目的どおりに動作させることができなくなる。「円偏光（Circular PL）フィルター」はそのような問題を回避できる。なお、ニコンF3が使用しているピンホールミラーによるハーフミラーなど、この影響が小さいハーフミラーもある。

### ソフトフィルター
軟焦点レンズで撮ったような、少しぼやけたような効果を出すフィルター。「幻想的」といったような画像効果がある。デュート、ソフトン、フォギー等多種類がある。
- デュート（Duto） - 無色透明のガラスに同心円状に腐食処理を施し弱いソフト効果を出すフィルター。
- ソフトン（Softon） - 無色透明のガラスまたはプラスチックに不規則な凹凸を作ることでソフト効果を出すフィルター。
- フォギー（Foggy） - 霧が掛かったような効果を出すフィルター。寒い時であればレンズに軽く息を吹きかけて曇らせることで代用できる。
- 数は多くないが、軟焦点レンズと同じような光学的効果（収差）を発生させるフィルターもある

### クロスフィルター
光っている部分に光条を発生させるフィルター。水面が太陽光で光っているところや、ライトアップされた夜景などを写すと、キラキラと光っている感じが強調される。単にクロスフィルターと言う場合、光条4本のものが一般的である。ケンコーでは、光条6本のものをスノークロス、光条8本のものをサニークロス、光条4本だがその角度を調整できるものをバリクロスと称している。

### レンズ保護用フィルター（プロテクター）
無色透明で、前球レンズを衝撃や汚れから保護するだけの機能しか持たないフィルター（レンズプロテクター・MC（multi-coated）プロテクター）。レンズ本体の光学性能や描写能力を低下させると一部のカメラマンからは敬遠されるが、現在市販されているものではほとんどレンズ本体の能力に影響しない。但し夜景撮影や逆光状態においてはレンズフレアなどが発生する原因となるので、現在でも外すのが妥当である。高級モデルでは耐久性や防汚性が高くなっている。紫外線カットフィルターやスカイライトフィルターを保護用フィルターとして代用することがあるが、スカイライトフィルターは赤っぽくなるため注意が必要である。

### クローズアップレンズ
厳密にはフィルターではないが、同じ使われ方をしており、一般にフィルターの一種という扱いの場合も多いので、ここで解説する。このレンズを装着することで最短撮影距離が短くなり、接写撮影が可能になる。
ただし、他のフィルター類と併用する場合、クローズアップレンズを最もレンズ本体と近い位置に装着する必要がある。またマクロレンズと違い無限遠にピントが合わなくなる等、ピントあわせに制約がある。
クローズアップレンズは凸レンズであるため、焦点からクローズアップレンズに入射した光は光軸に平行になる。そのため、クローズアップレンズを通した光をピントを無限遠に設定したカメラで受けることで焦点付近の被写体にピントを合わせることができる。カメラのピントを近距離にすることでピントの合う位置はクローズアップレンズの焦点よりも近くなる。
番号は焦点距離（≈主レンズのピントリングを無限遠とした時の撮影距離）を表しているが、メーカーにより表示方法が違うので注意が必要である。ニコンの場合No.0は1400mm、No.1は670mm、No.2は340mm、No.3Tは664.8mm、No.4Tは341mmである。ケンコーの場合No.1は1/1m=1m、No.2は1/2m=50cm、No.3は1/3m≈33cm、No.10は1/10m=10cmである。

## 材質による分類

### ガラスフィルター
ガラスにフィルター効果となる成分を混ぜ合わせ板状にしたもの。円板状にして枠に嵌めてありレンズ先端部のねじ山部分（ナット様になっている）にねじ込んではめ込む形式のものが多いが、超望遠レンズの場合は専用のホルダーを使ってスロット部にはめ込むものが多い。各カメラ・レンズメーカーが純正品として出しているほかケンコーやマルミ光機などのフィルター専門メーカーも存在する。過去には東芝も製造していた。

### ゼラチンフィルター
ゼラチンやアセテートなどの素材に染料などフィルター効果となる成分を混ぜ合わせ、薄いシート状にしたもの。元祖であるコダックラッテンフィルターがゼラチン製であったため、同様の方法で使用されるアセテート製の富士フィルターも「ゼラチンフィルター」と俗称される。色補正が細かくできるため、デジタルカメラ普及以前はプロが色補正のために多用した。薄いシート状であるためホルダーに何枚重ねて挟んでもケラレる危険性はほとんどない。ハサミで切って超広角レンズの後ろ玉に貼り付けたり、エレクトロニックフラッシュの発光部にセロハンテープで貼り付ける等特殊効果のための使用もできる。
ただし、ゼラチン製フィルターは耐久性が低く水に濡らすと形状はそのままで弾力のある柔らかいゴム状になってしまうため湿気を避ける必要がある。指紋が付きやすく一度つけば拭き取る事ができないため扱いには注意が必要であり、黴が生えたり腐敗したり臭い移りもするので専用の冷蔵庫に保管しなければならないなど手間が掛かる。また、褪色し易くへたり易いので新しい物と交換する頻度が高くコストも掛かる。
これに対してアセテート製フィルターは濡らしても変化は起こらないうえ、指紋が付いてもクリーナーで拭き取る事ができ、レンズと同様に黴が生える事はあるが腐敗や臭い移りはしない為保管も比較的楽である。また、褪色しにくく経たりにくいので新しい物と交換する頻度が低くコストを抑えられる。

### プラスチックフィルター
円形状のプラスチック板にフィルター効果となる成分を混ぜ合わせ、または塗布、コーティングしたもの。プラスチックは形状を変化させるのが簡単であるため、ソフトフィルター等特殊効果用フィルターにも多い。ゼラチンフィルター程ではないが傷がつきやすいので扱いには注意が必要である。

## 形状による分類

### シートフィルター
ゼラチンフィルターやアセテートフィルターがこれに当たる。75×75mmと100×100mmの製品がある。

### 円形フィルター
ガラスまたはプラスチックフィルターの大多数はこの形状である。

### 角型フィルター
KANIフィルター、リーフィルター（Lee Filters）、コッキン（Cokin）の製品が知られている。

## 取り付け規格による分類

### ネジ式
ほとんどのフィルターはこの形式である。丸い金属枠に嵌められており、アタッチメントネジで装着する。レンズ前端に装着する製品が多いが、超望遠レンズで前端が大口径である場合や超広角レンズでそもそも前端にフィルターが装着できない場合には後端に装着する場合もある。

### バヨネット式
丸い金属枠に嵌められており、アタッチメントバヨネットで装着する。ハッセルブラッド、ローライ、コンタレックス、アルパなどがそれぞれ専用の規格を持っている。また、ペンタックス67用レンズの一部でも採用されているほか、ニコンの超広角レンズの一部には後端に装着するバヨネット式フィルターを使用する製品がある。交換が簡単迅速であるがフィルターが高価になる場合が多く、汎用性がないため種類も限られ、また製造中止後入手が難しくなるのが欠点。これを避けるためコンタレックスやペンタックス67用レンズにはネジ式も併用可能な製品もある。

### シリーズ式
リングとフードもしくはホルダーに挟み込んで使用する。大まかに分けて裸フィルターと枠フィルターの２種類ある。裸フィルターは枠の無い丸形のガラス板のみの物だが、古いタイプではゼラチンフィルターを２枚のガラス板で挟んだ形状になっている。枠フィルターは螺子切りの無い金属枠が嵌められている形状で、枠とガラス板の厚みはほぼ同じくらいである。フィルターとしては古いタイプではあるが、現在でも比較的容易に入手できる。

### 差し込み式
レンズ鏡胴に横から開けられるスロットが設けられ、差し込む形で装着する。前端が大口径になってしまう超望遠レンズなどで主に採用されている。スロットへ装着するフィルターは、一般的なレンズと共用するためなどの理由で、ネジ式と同じものである場合も多い。

### ホルダー式
シートフィルター、角型フィルターは専用のホルダーに入れて使用する。

## 購入上の注意
フィルターはレンズのアタッチメント規格に合ったものでないと装着できないので、購入するときはあらかじめ装着するレンズのアタッチメント規格を調べておく必要がある。ただし、例えばあるレンズにそれより大きい径のフィルターを装着したいような場合は「ステップアップリング」と呼ばれるアダプターをレンズとフィルターの間に挟むことで装着が可能になることもある。